# Dziwonia (zwyczajna)
Dziwonia (zwyczajna) (Erythrina erythrina) – gatunek małego ptaka wędrownego z rodziny łuszczakowatych (Fringillidae), zamieszkujący Eurazję. Nie jest zagrożony.

## Systematyka
Jest jedynym przedstawicielem rodzaju Erythrina. Wielu autorów umieszcza ją jednak w rodzaju Carpodacus.

### Podgatunki
Wyróżniono kilka podgatunków E. erythrina:
- dziwonia (zwyczajna), dziwonia (E. erythrina erythrina) – północna, środkowa i wschodnia Europa do środkowej Syberii.
- dziwonia kamczacka (E. erythrina grebnitskii) – wschodnia Syberia, północna Mongolia, północno-wschodnie Chiny i Korea.
- dziwonia kaukaska (E. erythrina kubanensis) – Turcja, Kaukaz, północny Iran i Turkmenistan.
- E. erythrina ferghanensis – wschodni Kazachstan do zachodnich Chin, zachodnie Himalaje, Pakistan i Afganistan.
- E. erythrina roseata – środkowe i wschodnie Himalaje do środkowych i południowych Chin.

## Występowanie
W sezonie lęgowym zamieszkuje Eurazję pomiędzy 25º a 68º szerokości geograficznej – od północnej, środkowej i wschodniej Europy przez Syberię i tereny na południe od niej aż do Morza Beringa, Morza Ochockiego i północnej części Morza Japońskiego, a także Azję Środkową, Kaukaz, północny Iran, Afganistan, Pakistan i zachodnie Himalaje, Tybet i Chiny oraz Japonię. Zimuje w południowej Azji od południowego Iranu po Indie, Mjanmę, Indochiny i południowo-wschodnie Chiny. Stopniowo rozprzestrzenia się ze swych leśnych stanowisk we wschodniej Europie i Syberii w kierunku zachodnim. W regionach górskich, południowej Europie aż po środkowe Chiny populacje są izolowane.
W Polsce nieliczny ptak lęgowy, lokalnie (w dolinach dużych rzek i na wybrzeżu) średnio liczny. Według szacunków Monitoringu Pospolitych Ptaków Lęgowych, w latach 2013–2018 krajowa populacja dziwonii liczyła 32–59 tysięcy par lęgowych. Spotykana jest w całej Polsce, w tym w niższych górach, choć rozmieszczenie jest bardzo nierównomierne i przeważnie związane z wodą – głównie w dolinach dużych i mniejszych rzek, wokół jezior i stawów hodowlanych, np. na wybrzeżu Bałtyku, Mazurach i Lubelszczyźnie. Przeloty w maju–czerwcu oraz sierpniu–wrześniu. Dziwonie to ptaki, które gnieżdżąc się w Polsce, nietypowo migrują zimą do południowej Azji (a nie jak większość tutejszej awifauny do Afryki lub śródziemnomorskiej Europy).

## Charakterystyka

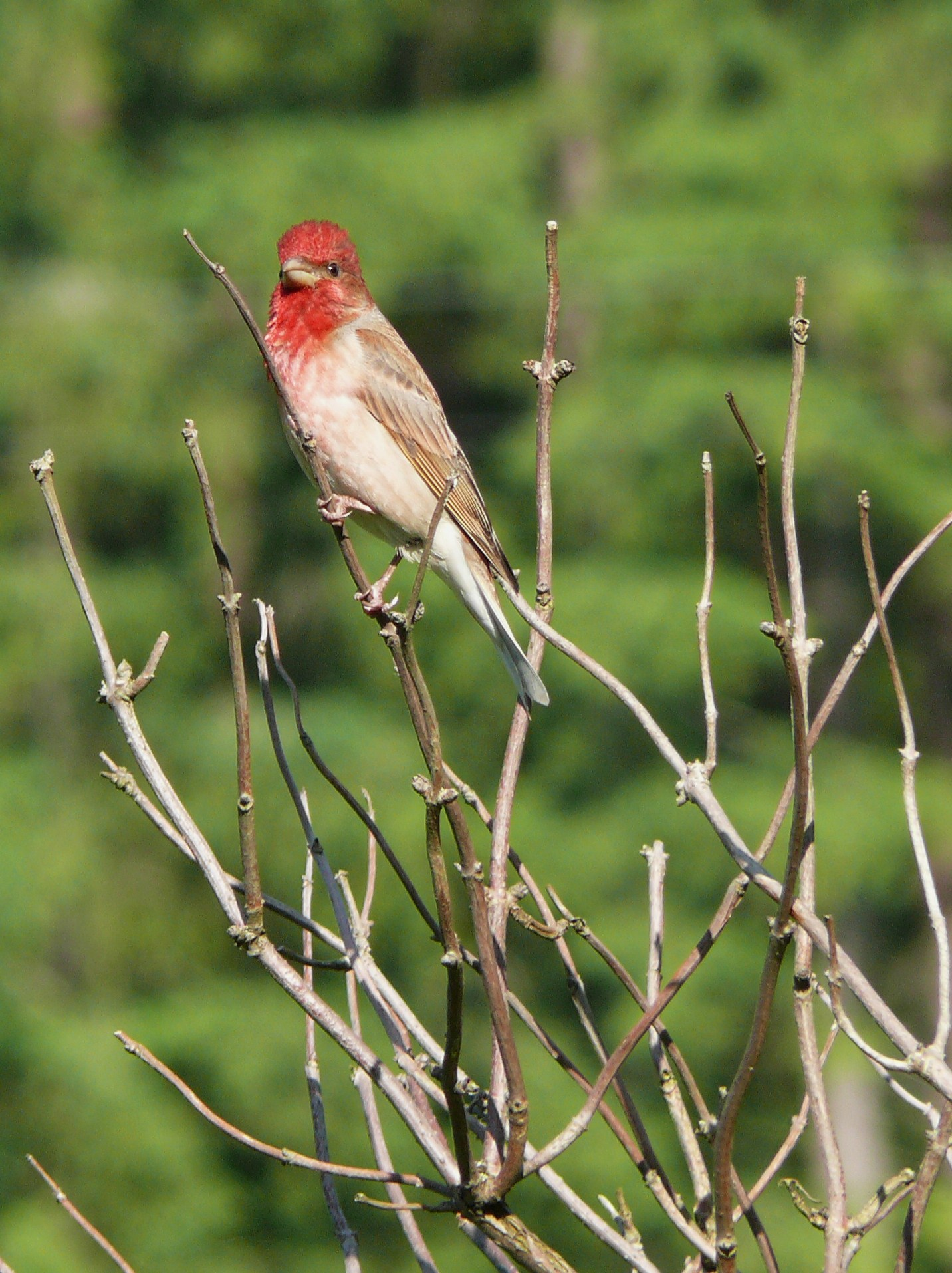
Samiec dziwonii odznacza się szkarłatną barwą głowy i piersi

### Wygląd
Ptak o krępej sylwetce, dużej głowie i dość długim ogonie. Dziób w kształcie stożka, mocny i o wypukłych krawędziach. Samiec na piersi, szyi, głowie i kuprze lśni czerwoną (szkarłatną) barwą, skrzydła ciemnobrązowe. Właściwą szatę zyskuje dopiero w 3–4 roku życia. Wierzch ciała jest brązowy, a na grzbiecie widnieją brązowawe smugi. Samica i młode oliwkowobrązowe, podobne do wróbla. Ubarwione są skromnie, jak też niewybarwione jeszcze samce, od spodu widać ciemne plamkowanie. U obu płci biały spód ciała i dwie niezbyt wyraźne płowe pręgi na skrzydłach.
Gatunek podobny do gila, choć mniejszy od niego i nie ma w ubarwieniu czarnej barwy. Kształtem i barwami bardziej przypomina makolągwę.

### Wymiary średnie
- długość ciała 13–15 cm[3]
- rozpiętość skrzydeł ok. 25 cm
- masa ciała 19–33 g[3]

### Głos
Charakterystyczny śpiew samca na wiosnę jest krótką, fletową, kilkusylabową gwiżdżącą piosenką i przypomina melodię wydawaną przez wilgę. To czyste „titu tejutja”. Najintensywniej go słychać rano, choć roznosi się też w godzinach południowych i nawet w lipcu, gdy większość śpiewających ptaków milczy. Samce, choć dopiero po paru latach mają szatę dojrzałą, to już w pierwszym roku życia zaczynają śpiewać (może więc z pozoru wyglądać, że to samica wykonuje pieśń godową).

## Biotop
Bujne, gęste zarośla, wikliny nadrzeczne, doliny rzek i stawów (obrzeża olsów), zadrzewienia, zakrzewione torfowiska wysokie, tereny podmokłe, strefy przybrzeżne, mokradła, kępy i pasy zieleni, a niekiedy zaniedbane ogrody. Zamieszkuje siedliska, które sąsiadują z obszarami otwartymi. Istotna jest też dobrze wykształcona warstwa krzewów i pokrywa ziół.

## Okres lęgowy

### Gniazdo
W gęstych gałązkach krzewu, rzadziej w trawie na wysokości od 30 do 150 cm nad ziemią, bardziej na skraju niż w głębi roślinności. Jest dobrze ukryte nisko w krzewie lub w zielnej roślinności. Konstrukcja uwita jest luźno z łodyżek i gałązek, a wyścielenie stanowią suche trawy i włosie.

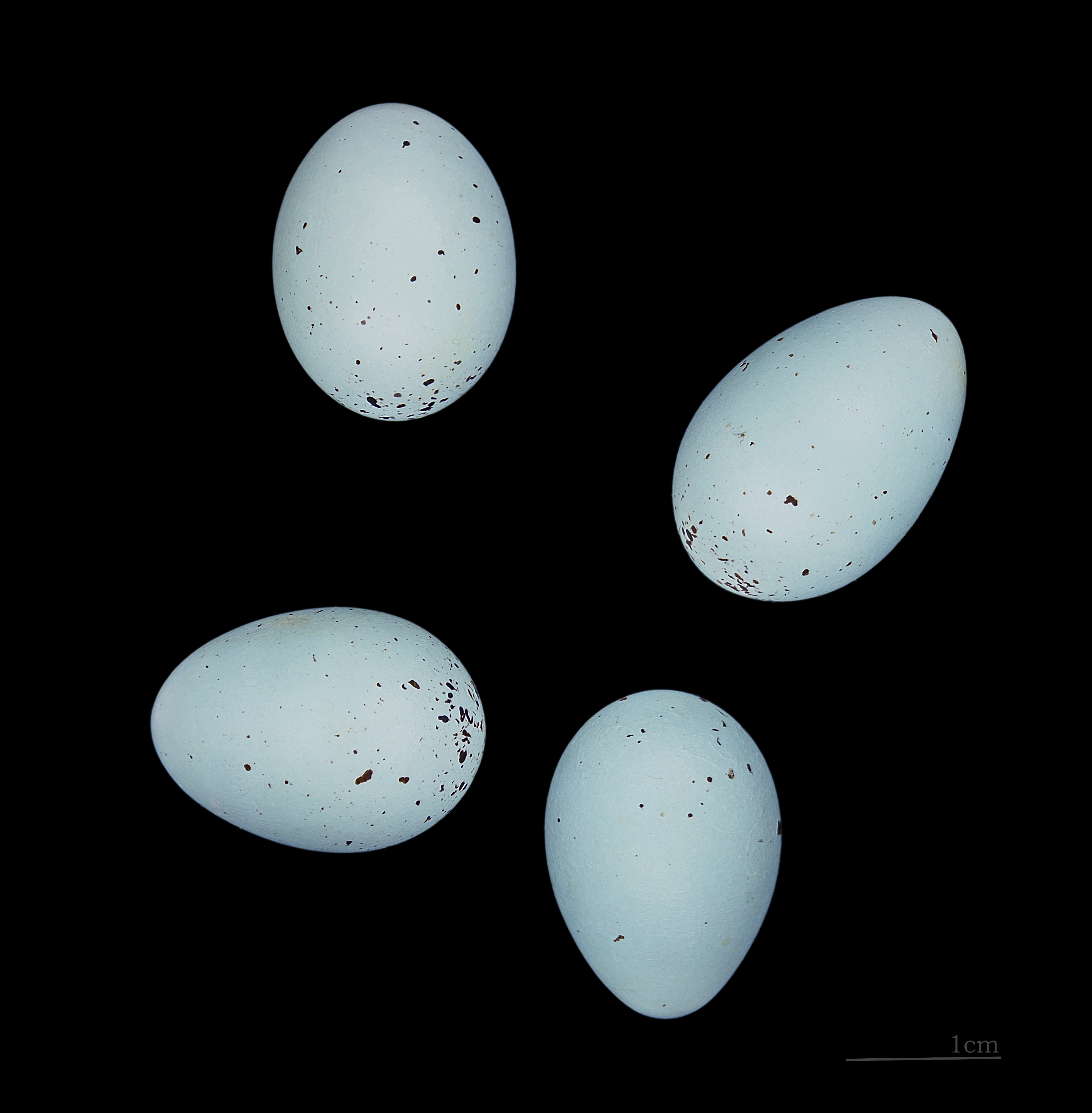
Jaja z kolekcji muzealnej

### Jaja
W czerwcu składa 3–5 jaj z tłem jasnoniebieskim z nielicznymi, czerwonymi lub brązowymi plamkami o średnich wymiarach 19 × 14 mm. Wyprowadza jeden lęg w ciągu roku.

### Wysiadywanie, pisklęta
Od złożenia ostatniego jaja trwa ok. 12 dni. Pisklęta przebywają w gnieździe ok. 11–12 dni.

## Pożywienie
Drobne owady, nasiona mniszka lekarskiego, jagody i babki oraz nasiona, pączki drzew i krzewów, drobne listki. Pokarm dla piskląt jest podobny do diety ptaka dorosłego.

## Status i ochrona
IUCN uznaje dziwonię za gatunek najmniejszej troski (LC – Least Concern) nieprzerwanie od 1988 roku. Liczebność światowej populacji, wstępnie obliczona w oparciu o szacunki organizacji BirdLife International dla Europy z 2015 roku, zawiera się w przedziale 60–120 milionów dorosłych osobników. Globalny trend liczebności populacji uznawany jest za spadkowy.
Na terenie Polski dziwonia jest objęta ścisłą ochroną gatunkową. Na Czerwonej liście ptaków Polski została sklasyfikowana jako gatunek najmniejszej troski (LC).
Utrata siedlisk lęgowych dziwonii powodowana jest przez osuszanie terenów podmokłych i wycinanie roślinności w dolinach rzecznych.